# 魏普龍
魏普龍（約1955年—），中國馬拉松運動員，現合肥市馬拉松運動協會會長。

## 生平
生於安徽省合肥市。1976年成為體育教師。1979年應徵入伍，曾參與中越戰爭，隸屬特種部隊。退伍後於一間銀行工作。2013年辭去工作，成為全職馬拉松運動員，於上海馬拉松中取得4小時36分的成績。2014年成立合肥市馬拉松運動協會，魏兼任會長。2019年，由他籌備已久的中國馬拉松文化筆架山博物館正式開幕。由於他以58歲高齡成為全職馬拉松選手，故人送外號「魏瘋子」。
魏普龍師承張友亮；而魏的徙弟是梁晶。